# Prática do Cristianismo
Prática do Cristianismo é uma obra do filósofo dinamarquês Søren Kierkegaard. Foi publicada em setembro de 1850 sob o pseudónimo Anti-Climacus, autor também de O Desespero Humano. Kierkegaard considerava que era o seu livro mais perfeito e verdadeiro. Nele, o filósofo explora a sua concepção do indivíduo religioso, a necessidade de imitar Cristo de modo a alguém se tornar num verdadeiro cristão, e a possibilidade da ofensa quando em face do paradoxo da encarnação. Prática do Cristianismo é normalmente considerado, a par de Julguem Vocês Mesmos! e Para um Auto-exame, como uma crítica explícita à ordem estabelecida da Cristandade e a necessidade do Cristianismo ser (re)introduzido na Cristandade.